# Dounoux
Dounoux é um pequeno vilarejo próximo a Épinal. A comuna tem uma população de 798 habitantes segundo o censo de 1999.